# Spyders (Fernsehserie)
Spyders (hebräischer Originaltitel: ספיידרז) ist eine israelische Jugend-Dramedy, die Spionage- und Action-Elemente miteinander kombiniert. Die Serie entsteht in Zusammenarbeit von Nickelodeon-International mit dem israelischen Kabelfernsehanbieter HOT und wird durch Nutz Productions produziert. In Israel fand die Premiere der Serie am 18. März 2020 auf dem Sender TeenNick statt. Die deutschsprachige Erstausstrahlung erfolgt seit dem 2. November 2020 auf Nickelodeon.
Für die Serie werden zwei unterschiedliche Zählweisen verwendet. In Israel umfasst die Serie 80 Folgen in drei Staffeln (Staffel 1: 40 Folgen, Staffel 2: 20 Folgen und Staffel 3: 20 Folgen), während im internationalen Raum die erste Staffel in zwei Staffeln aufgeteilt wird, und somit einen Umfang von 80 Folgen in vier Staffeln (Staffel 1: 20 Folgen, Staffel 2: 20 Folgen, Staffel 3: 20 Folgen und Staffel 4: 20 Folgen) hat.

## Handlung
Durch einen Zufall entdecken die Geschwister Tommy, Nikki und Daniel Fischer in ihrer Wohnung ein Geheimzimmer. Dadurch erfahren sie, dass ihre scheinbar langweiligen Eltern Anna und Noah insgeheim als hochqualifizierte Spione arbeiten. Anna und Noah Fischer arbeiten für die Organisation ECCO (Environmental Counter Crime Organization), die sich der Bekämpfung von Kriminellen verschrieben hat, welche die Natur und die Umwelt gefährden. Nur mit Mühe können sie verhindern, dass ihre Eltern erfahren, dass sie im Geheimzimmer waren und dass das Geheimnis noch sicher ist. Kurz darauf teilen die Eltern den Kindern mit, dass sie den Sommerurlaub am Schlomo See (Lake Solomon) verbringen werden. Der Sommerurlaub jedoch ist nur ein Vorwand. Anna und Noah haben die Mission erhalten, den See, der die wichtigste Wasserquelle des Landes ist, zu schützen und dabei den Wissenschaftler Emmanuel Gutmann zu beschatten.
In der Ferienanlage der Gutmanns entschließen sich die Geschwister, ihre Eltern bei ihrer Mission zu unterstützen, und bilden eine geheime Task Force namens „Spyders“ (Wortspiel aus Spy für Spion und Spiders für Spinnen). Nikki verliebt sich in Sean, den Sohn der Gutmanns. Daniel freundet sich mit Sophie, der besten Freundin von Seans Schwester Ella an und verliebt sich in sie. Tommy besucht einen Schauspielkurs im lokalen Gemeindezentrum und ergattert eine Hauptrolle in einem Stück. Nebenbei beginnen die Geschwister ihre Eltern zu unterstützen, indem sie Gutmann und andere Verdächtige ausspionieren. Bei einem nächtlichen Einbruch in Gutmanns Büro werden sie jedoch von ihren Eltern erwischt und gestehen sich gegenseitig ihre Geheimnisse. Anna und Noah wollen ihre Kinder aus der Geschichte heraushalten, jedoch beweisen diese durch verschiedene Aktionen, dass sie in der Lage sind, ihre Eltern zu unterstützen, und werden schlussendlich ins Team aufgenommen.
Währenddessen trocknet der Schlomo See durch die Zugabe von Chemikalien immer weiter aus. Gutmann, der ein Gerät entwickelt hatte, mit dem Wasser aus Luft gewonnen werden kann, gerät in Verdacht und wird von den Fischers verhaftet. Jedoch kommt schnell heraus, dass Gutmann lediglich ein Sündenbock ist und der wahre Verschwörer in Wahrheit Arik, der Chef von ECCO ist. Dieser arbeitet mit der Spionin Adele Simon zusammen, die die Chemikalien gestohlen und in den See gegeben hatte. Sie wollen so die Regierung erpressen. Während die Fischers verzweifelt nach Beweisen suchen, finden die Gutmanns heraus, dass Emmanuel nicht wie vorgegeben im Ausland ist, sondern verhaftet wurde, und halten die Fischers für Verschwörer, die seine Arbeit stehlen wollen.
Letztendlich gelingt es den Fischers, genügend Beweise zu sammeln, um Arik bei einem Treffen mit der Umweltministerin zu belasten. Jedoch hat dieser inzwischen herausgefunden, dass die Fischers gegen ihn ermitteln, und hat mit Adeles Hilfe die Beweislage umgedreht und so die Fischers belastet. Daniel, Tommy und Nikki finden im letzten Moment heraus, was passiert ist, und wollen ihre Eltern warnen, jedoch müssen sie mit ansehen, wie diese verhaftet und abgeführt werden.

## Besetzung und Synchronisation
Die deutschsprachige Synchronisation entstand nach den Dialogbüchern sowie unter der Dialogregie von Julia Meynen und Tom Sielemann durch die Synchronfirma Level 45 in Berlin.

### Familie Fischer
| Rolle          | Schauspieler      | Staffel | Synchronsprecher   |
| -------------- | ----------------- | ------- | ------------------ |
| Nikki Fischer  | Kim Or Azulay     | 1–4     | Lisa May-Mitsching |
| Daniel Fischer | Amit Hechter      | 1–4     | Vincent Borko      |
| Tommy Fischer  | Yonathan Gottlieb | 1–4     | Ben Hadad          |
| Anna Fischer   | Nati Kluger       | 1–4     | Antje von der Ahe  |
| Noah Fischer   | Kobi Maimon       | 1–4     | Peter Lontzek      |

### Familie Gutmann
| Rolle            | Schauspieler   | Staffel | Synchronsprecher   |
| ---------------- | -------------- | ------- | ------------------ |
| Sean Gutmann     | Yehuda Buchbut | 1–4     | Sebastian Kluckert |
| Ella Gutmann     | Naya Federman  | 1–4     | Sarah Tkotsch      |
| Emmanuel Gutmann | Gilad Kletter  | 1–2     |                    |
| Naomi Gutmann    | Michal Levi    | 1–2     |                    |

### Die Kriminellen
| Rolle                      | Schauspieler    | Staffel | Synchronsprecher |
| -------------------------- | --------------- | ------- | ---------------- |
| Eric Russo                 | Yaron Brovinsky | 1–4     |                  |
| Adel Simon / Lisa Shoshani | Meirav Shirom   | 1–3     | Susanne Geier    |
| Roy Engel                  | Udi Persi       | 1–2     | Arne Stephan     |
| Max Molotov / Mr. Bennett  | Alex Krul       | 1–2     |                  |

### Weitere Charaktere
| Rolle  | Schauspieler | Staffel | Synchronsprecher     |
| ------ | ------------ | ------- | -------------------- |
| Sophie | Eden Saban   | 1–2     | Giovanna Winterfeldt |
| Maya   | Yuval Gross  | 1–2     | Emily Gilbert        |

## Ausstrahlungsübersicht
Israel
| Staffel | Episoden | Erstausstrahlung auf TeenNick | Erstausstrahlung auf TeenNick |
| Staffel | Episoden | Staffelpremiere               | Staffelfinale                 |
| ------- | -------- | ----------------------------- | ----------------------------- |
| 1       | 40       | 18. März 2020                 | 20. Juni 2020                 |
| 2       | 20       | 23. Dezember 2021             | 26. Januar 2022               |
| 3       | 20       | 8. Mai 2022                   | 12. Juni 2022                 |

Deutschland
| Staffel | Episoden | Erstausstrahlung auf Nickelodeon | Erstausstrahlung auf Nickelodeon |
| Staffel | Episoden | Staffelpremiere                  | Staffelfinale                    |
| ------- | -------- | -------------------------------- | -------------------------------- |
| 1       | 20       | 2. November 2020                 | 27. November 2020                |
| 2       | 20       | 16. März 2021                    | 15. April 2021                   |
| 3       | 20       | 6. Februar 2023                  | 25. Februar 2023                 |
| 4       | 20       | 26. Februar 2023                 | Nicht ausgestrahlt               |